# Satyu Yamaguti
Satyu Yamaguti (山口 左仲?, Yamaguchi Sachū; Prefettura di Nagano, 21 aprile 1894 – Kyoto, 11 marzo 1976) è stato un entomologo giapponese.
Noto biologo parassitologo ed elmintologo, si specializzò nello studio di zanzare ed elminti come digenei, monogenei, cestodi, acantocefali e nematodi. Fu inoltre noto per i suoi lavori sui copepodi e sui brachiuri. Durante la propria vita scrisse oltre 60 articoli scientifici, tra cui diverse importanti monografie utilizzate da scienziati di tutto il mondo e citate numerose volte ciascuna.